# Michael Schiele (Fußballspieler)
Michael Schiele (* 3. März 1978 in Heidenheim an der Brenz) ist ein ehemaliger deutscher Fußballspieler und heutiger Fußballtrainer.

## Sportliche Laufbahn

### Als Spieler

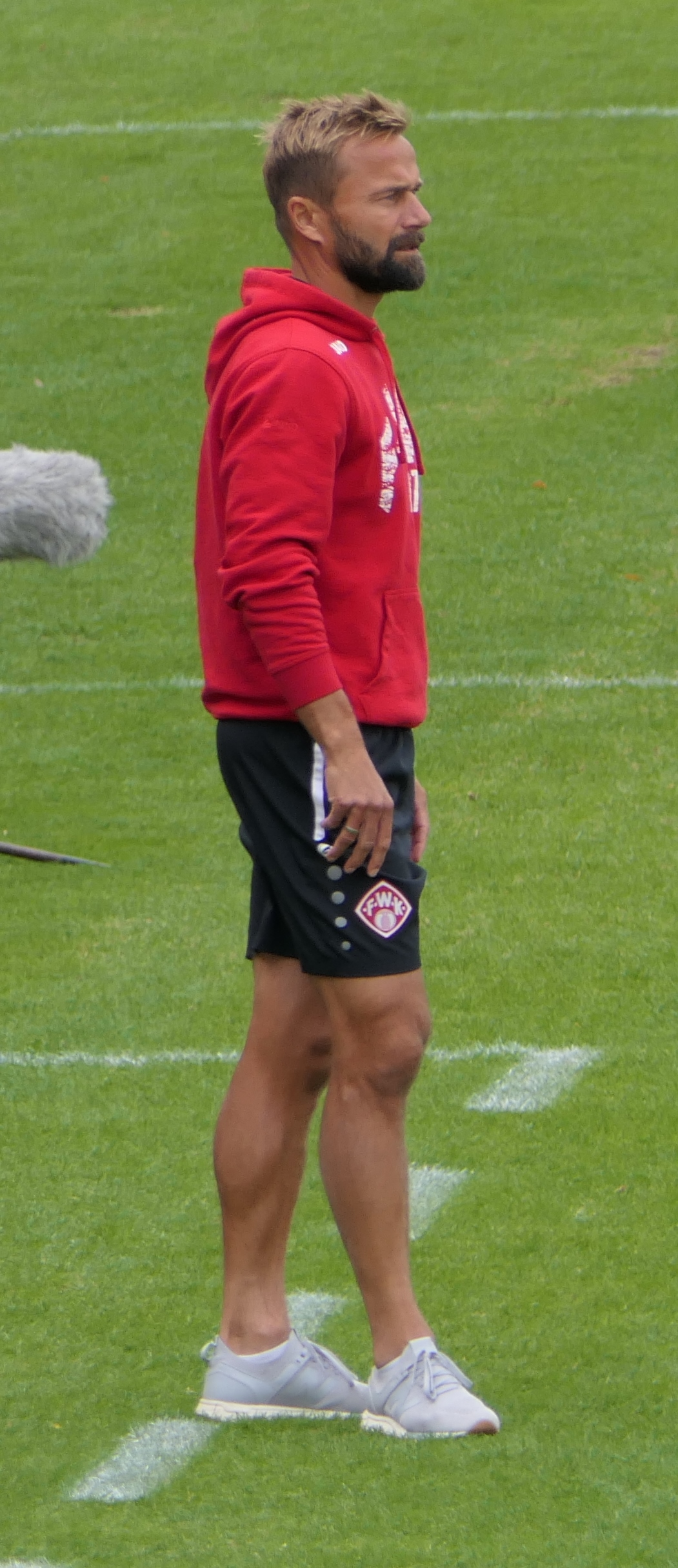
Michael Schiele als Cheftrainer bei den Würzburger Kickers 2018

In seiner Jugend spielte Schiele beim FC Dunstelkingen-Frickingen und später dem TSV Nördlingen. 1997 schloss er sich dem benachbarten Oberligisten VfR Aalen an, mit dem er 1999 in die drittklassige Regionalliga aufstieg. 2001 wechselte er zum 1. FC Schweinfurt 05, der in die 2. Bundesliga aufgestiegen war. In der folgenden Saison, an deren Ende die Schweinfurter wieder zurück in die Regionalliga abstiegen, kam er jedoch insgesamt nur in zwei Zweitliga-Spielen zum Einsatz, davon in einem über die volle Spielzeit. Er verließ den Verein im Sommer 2002 daraufhin wieder und schloss sich dem Oberligisten SV Sandhausen an. Nach Abschluss der Saison kehrte Schiele 2003 zum VfR Aalen in die Regionalliga zurück. Mit diesem konnte er sich 2008 für die neu eingeführte eingleisige 3. Liga qualifizieren. Aus dieser stieg er mit der Mannschaft 2009 ab, erreichte im Jahr darauf aber den direkten Wiederaufstieg. Mit drei Drittligaspielen endete seine aktive sportliche Laufbahn in der Saison 2009/10.

### Als Trainer
2010 beendete er seine Spielerkarriere und war daraufhin Chefscout des VfR, bis er im Januar 2011 vom neuen Trainer Ralph Hasenhüttl zum Co-Trainer der Profimannschaft ernannt wurde. Gemeinsam mit Hasenhüttl und Schiele erreichte der Verein 2012 den Aufstieg in die 2. Bundesliga. Während der Vorbereitung auf die kommende Zweitliga-Saison leitete Schiele im Sommer 2012 drei Wochen lang gemeinsam mit dem Trainer der zweiten Mannschaft Stefan Ruthenbeck das Training der Profimannschaft, als Ralph Hasenhüttl krankheitsbedingt ausfiel. Nach dem Ende der Saison trat Hasenhüttl von seinem Amt zurück, woraufhin Stefan Ruthenbeck im Sommer 2013 neuer Cheftrainer wurde, der Schiele als Co-Trainer behielt. Im Sommer 2015 stieg der VfR in die 3. Liga ab.
Schiele verließ den Verein daraufhin nach insgesamt 16-jähriger Zugehörigkeit und wechselte gemeinsam mit Ruthenbeck zum Zweitligisten SpVgg Greuther Fürth. Im November 2016 wurden beide dort freigestellt.
Schiele absolvierte an der Hennes-Weisweiler-Akademie die Ausbildung zum Fußballlehrer und erhielt am 20. März 2017 die UEFA Pro Lizenz.
Ab Juni 2017 war Schiele Co-Trainer unter Stephan Schmidt bei den Würzburger Kickers, die gerade aus der zweiten in die dritte Liga abgestiegen waren. Als Schmidt nach dem elften Spieltag am 2. Oktober 2017 freigestellt wurde, wurde Schiele zunächst interimsweise und am 23. Oktober schließlich fix zum Cheftrainer ernannt. Nachdem er die Mannschaft auf dem 17. Tabellenplatz übernommen hatte, konnte am Ende seiner ersten Saison mit den Kickers noch der fünfte Tabellenplatz erreicht werden; in der zweiten Saison gelang dem Verein dieselbe Platzierung. In der anschließenden Saison 2019/20 erreichte Schiele mit dem Verein als Tabellen-Zweiter den Aufstieg in die 2. Fußball-Bundesliga. Durch den Aufstieg verlängerte sich sein auslaufender Vertrag automatisch. Nach zwei Niederlagen zum Start der folgenden Saison 2020/21 sowie dem Ausscheiden des Vereins in der 1. Runde des DFB-Pokals wurde Schiele bereits nach dem zweiten Ligaspieltag am 29. September 2020 freigestellt.
Am 26. November 2020 übernahm Schiele den Ligakonkurrenten SV Sandhausen, der nach dem 8. Spieltag mit 8 Punkten auf dem 15. Platz stand, als Nachfolger von Uwe Koschinat. Nachdem die Mannschaft sich nicht aus dem Tabellenkeller hatte befreien können und nach dem 21. Spieltag mit 18 Punkten auf dem Abstiegsrelegationsplatz stand, wurde Schiele Mitte Februar 2021 zum zweiten Mal in dieser Saison von seinem Verein freigestellt.
Zur Saison 2021/22 übernahm Schiele die Trainerrolle des Drittligisten Eintracht Braunschweig. Er unterzeichnete bei dem Zweitliga-Absteiger einen Vertrag bis zum 30. Juni 2023 und folgte auf Daniel Meyer. In der anschließenden Saison erreichte er mit der Mannschaft den zweiten Tabellenplatz und damit den direkten Wiederaufstieg in die 2. Bundesliga. Die Hinrunde der Saison 2022/23 schlossen die Braunschweiger mit 18 Punkten auf dem 14. Platz ab. Ende Januar 2023 wurde Schieles Vertrag bis zum 30. Juni 2025 verlängert. Am Saisonende erreichte man auf dem 15. Platz mit 36 Punkten den Klassenerhalt. Dennoch wurde Schiele nach dem Saisonende freigestellt.

## Erfolge
Als Spieler:
- Sieg des WFV-Pokals: 2001, 2004, 2010 (VfR Aalen)
- Aufstieg in die 3. Liga: 2008 und 2010 (VfR Aalen)
- Aufstieg in die Regionalliga Süd: 1999 (VfR Aalen)

Als Cheftrainer:
- Aufstieg in die 2. Bundesliga: 2020 (Würzburger Kickers), 2022 (Eintracht Braunschweig)

Als Co-Trainer:
- Aufstieg in die 2. Bundesliga: 2012 (VfR Aalen)